# Boleslav I. Hrabri
Boleslav I. Hrabri (pol. Bolesław I Chrobry) (967. – 17. lipnja 1025.), sin Mješka I. i njegove prve supruge Dubravke, je poljski knez i prvi poljski kralj. Pripadao je vladarskoj porodici Pjastovići.
Bio je sin Mješka I. koji je primio kršćanstvo i od tada se Poljska smatra kršćanskom zemljom. Mješko i Boleslav su smatrali da su pokrštavanjem dobili zeleno svjetlo za zauzimanje susjednih zemalja u ime vjere. Do 997. zauzeo je dosta okolnih područja, ali se pokušaj zauzimanja Pruske pokazao neuspješnim. Od oca je naslijedio područje oko doline Varte, a do 997. je već posjedovao i Šlesku, Pomeraniju i Malu Poljsku. Do 1001. godine osvojio je Moravsku i Slovačku.
Boleslav je 1000. godine primio cara Otona III. tijekom njegova hodočašća grobu svetog Adalberta Praškog u Gnieznu. Tada je Gniezn dobio titulu nadbiskupije, što je doprinijelo dužem razdoblju kasnije poljske samostalnosti. Poslije smrti Otona III. 1002. godine, Boleslav zauzima Lužicu i Majsen. Irkoristio je svađe oko nasljedstva, pa je preuzeo carske teritorije.
Boleslav je osvojio i Bohemiju, pa je njome vladao kao Boleslav IV. Stalno se sukobljavao s Henrikom II., no ti su sukobi okončani mirom po kojem je Lužica pripala Boleslavu, a Bohemija Henriku.
Nakon smrti Henrika II., Boleslav postaje 1025. prvi kralj Poljske, a Poljska je uzdignuta na razinu kraljevine. Samo dva mjeseca nakon krunidbe je umro, a njegov sin Mješko II. postao je novim kraljem.